# شون كيلي (مغني)
شون كيلي (بالإنجليزية: Sean Kelly)‏ هو مغني وكاتب أغاني أسترالي، ولد في 9 نوفمبر 1958.

## وصلات خارجية
- شون كيلي على موقع ميوزك برينز (الإنجليزية)
- شون كيلي على موقع ديسكوغز (الإنجليزية)